# Municipio de Freeo
El municipio de Freeo (en inglés: Freeo Township) es un municipio ubicado en el condado de Ouachita en el estado estadounidense de Arkansas. En el año 2010 tenía una población de 401 habitantes y una densidad poblacional de 3,82 personas por km².

## Geografía
El municipio de Freeo se encuentra ubicado en las coordenadas 33°46′7″N 92°41′53″O / 33.76861, -92.69806. Según la Oficina del Censo de los Estados Unidos, el municipio tiene una superficie total de 104.98 km², de la cual 104,83 km² corresponden a tierra firme y (0,15 %) 0,15 km² es agua.

## Demografía
Según el censo de 2010, había 401 personas residiendo en el municipio de Freeo. La densidad de población era de 3,82 hab./km². De los 401 habitantes, el municipio de Freeo estaba compuesto por el 57,36 % blancos, el 42,39 % eran afroamericanos y el 0,25 % eran de una mezcla de razas. Del total de la población el 0,25 % eran hispanos o latinos de cualquier raza.